# Jarzinho Pieter
Jarzinho Saul Emmanuel Pieter (Willemstad, 1987. november 11. – 2019. szeptember 9.) curaçaói válogatott labdarúgó, kapus.

## Pályafutása
Labdarúgópályafutásának egészét a Centro Dominguito csapatánál töltötte, amelynek színeiben három alkalommal nyerte meg hazája bajnokságát. 
A curaçaói válogatottban 2013 novemberében mutatkozott be, részt vett a 2017-es és a 2019-es Arany-kupán is.

## Halála
A válogatottal a CONCACAF Nemzetek Ligája keretein belül a Haiti elleni párharc visszavágójára készült Port-au-Prince városában, amikor 2019. szeptember 9-én holtan találták a hotelszobájában.

## Sikerei, díjai
Centro Dominguito
- Curaçaói bajnok: 2012, 2013, 2015[5]

## További információ
- Jarzinho Pieter adatlapja a Soccerway oldalon (angolul)
- Jarzinho Pieter a National-football-teams.com oldalon